# Nora Istrefi
Nora Istrefi, née le 25 mars 1986, est une chanteuse kosovare. Elle a commencé sa carrière à l'âge de 18 ans. 
Elle a sorti son premier album Engjëll (ange) en 2005. Parmi les chansons de cet album, Taxi lui a permis d'être célèbre[réf. nécessaire].

## Vie personnelle
Nora est la fille de Suzana Tahirsylaj, une chanteuse albanaise-kosovare connue dans les années 80-90. Sa petite sœur Era Istrefi est également une chanteuse. Depuis 2008, Nora est en relation avec Robert Berisha,.